# Thomas Edmondson
Pour les articles homonymes, voir Edmondson.
Thomas Edmondson (né le 30 juin 1792 à Lancaster en Angleterre - mort le 22 juin 1851 à Manchester en Angleterre) est un ingénieur anglais qui inventa le ticket Edmondson.  

## Biographie
En tant que responsable des gares dans la compagnie ferroviaire Newcastle and Carlisle Railway (en), il conçut l'idée d'un nouveau type de ticket sous la forme d'un petit bout de carton, pré-imprimé avec les paramètres du voyage (l'ancien système était fondé sur des factures rédigées à la main). Les tickets étaient numérotés à la main et validés par un système séparé d'horodatage.
Quand la Manchester and Leeds Railway (en) ouvrit, Edmondson devint le responsable des réservations à Manchester.
L'invention qui fit sa fortune fut la mise au point d'un système de numérotation et d'horodatage automatisé des tickets. Le brevet, lui permit d'obtenir 10 shillings par an et par mile des compagnies de transport.